# 阿科诺林加闪电足球俱乐部
阿科诺林加闪电运动足球俱乐部（Foudre Sportive d'Akonolinga ）是位于喀麦隆阿科诺林加的职业足球俱乐部。
球队的主体育场为阿科诺林加市立体育场。